# Artur Turkulin
Artur Turkulin  (Vareš, 7. listopada 1916. – Beograd, 25. ožujka 1945.), istaknuti sudionik naroodnoslobodilačkog partizanskog pokreta u Petrinji i njezinoj okolici.

## Životopis
Osnovnu školu i gimnaziju završio je u Petrinji. Uoči 2. svjetskog rata spadao je među viđenije antifašiste u petrinjskom kraju. U naroodnoslobodilačkom pokretu obnašao je dužnost sekretara Okružnog komiteta Komunističke partije Hrvatske za Petrinju. Bio je i sekretar OK KPH za Baniju, politički komesar IV.Kordunaške brigade i XII. primorsko-goranske brigade. Tijekom 2. svjetskog rata teško je obolio te je umro 25. ožujka 1945. u Beogradu.     
Bio je aktivni predratni nogometaš u Zagrebu, gdje je igrao i za najveći predratni hrvatski klub Građanski, te u Petrinji, nastupajući za Svačić. Po Arturu Turkulinu nazvan je prvi poslijeratni petrinjski nogometni klub, koji danas nosi ime Mladost.